# Daemon Targaryen
Daemon Targaryen é um personagem fictício do universo literário de A Song of Ice and Fire, criado por George R. R. Martin, e da série de televisão da HBO, House of the Dragon. Daemon é apresentado como um príncipe rebelde e sagaz, destacando-se como um bom espadachim e é inclinado ao anti-heroísmo do que à vilania na história. Na adaptação televisiva, o príncipe Daemon é interpretado pelo ator britânico Matt Smith.

## Descrição e personalidade
Daemon Targaryen é um personagem complexo, que possui uma dualidade em sua personalidade. Por um lado, ele é encantador, charmoso e capaz de conquistar a confiança das pessoas com facilidade. Por outro lado, ele é destemido, impetuoso e muitas vezes age de forma impulsiva, colocando sua própria vida e a vida de seus aliados em perigo.
Sua personalidade carismática e sedutora o torna um líder natural, capaz de inspirar e motivar aqueles que estão ao seu redor. No entanto, seu temperamento explosivo e sua natureza vingativa podem afastar aqueles que não estão em sintonia com seus objetivos e métodos.
Daemon é um personagem que valoriza a liberdade e a independência, buscando sempre alcançar seus próprios interesses e ambições, mesmo que isso signifique quebrar convenções sociais ou desafiar a autoridade estabelecida. Sua determinação em alcançar o poder e a glória o torna um personagem fascinante e imprevisível, capaz de causar tanto admiração quanto revolta naqueles que cruzam seu caminho.

## Biografia

### No Universo deA Song of Ice and Fire

#### Infância e juventude
Descendente do príncipe Baelon Targaryen e sua irmã-esposa Alyssa Targaryen, Daemon nasceu como o segundo filho do casal, em 81 DC, tendo como irmão mais velho Viserys e irmão mais novo Aegon, que morreu na infância. Desde cedo, ele demonstrou ser um guerreiro habilidoso e um estrategista astuto, sendo nomeado cavaleiro aos 16 anos. Seu avô, o rei Jaehaerys I Targaryen, lhe deu a espada Irmã Sombria devido as proezas do príncipe.
Após a morte de seu tio Aemon, e em seguida, a de seu pai Baelon, Daemon acompanhou as tensões na corte de Jaehaerys I, que ficou sem herdeiros para assumir o Trono de Ferro, já que seus outros filhos seguiram na vida religiosa. O Velho Rei então convocou o Grande Conselho de 101. Entre os 14 pretendentes na reivindicação pelo trono estavam seu irmão Viserys, e sua prima, a princesa Rhaenys Targaryen, filha de Aemon. Daemon apoiou seu irmão, tendo em vista que se tornaria seu herdeiro aparente, já que Viserys não possuía herdeiros masculinos. O resultado do grande conselho favoreceu Viserys para ser o herdeiro, que se tornou o monarca logo após a morte do Velho Rei três anos depois. 

#### Início do reinado de Viserys I
Daemon chegou a se casar com Rhea Royce, mas o casamento deles foi infeliz. Ele chegou a atuar como mestre da moeda e mestre das leis entre 103 a 104 DC, mas rapidamente se cansou de seus deveres no Pequeno Conselho de seu irmão, tornando-se um rival de sor  Otto Hightower. Nomeado Comandante da Patrulha da Cidade de Porto Real, Daemon demonstrou sua habilidade militar e governança, ganhando poder e prestígio, mas eventualmente se tornou uma figura controversa, onde seu comportamento e desejos ambiciosos o colocaram em conflito com Viserys, especialmente quando Daemon desdenhou da nomeação de sua sobrinha Rhaenyra como herdeira. Isso culminou em sua renúncia ao cargo de comandante e sua partida para Pedra do Dragão, a sede ancestral da família Targaryen. Vivendo em Pedra do Dragão, Daemon engravidou sua amante, Mysaria.  Ele queria presenteá-la com um ovo de dragão, mas o furioso Viserys exigiu que Daemon devolvesse o ovo e voltasse para Rhea no Vale. Daemon enviou Mysaria para Lys, mas o navio de Mysaria navegou durante uma tempestade no mar estreito e Mysaria perdeu a criança. Isso endureceu Daemon contra seu irmão.

#### Lutas nas ilhas de Passopedra
Em 106 DC, Daemon e  Corlys Velaryon, Senhor das Marés, uniram-se para uma guerra privada por Passopedra (conhecido também como Degraus), com Daemon desejando seu próprio reino e Corlys querendo livrar os Degraus do domínio da Triarquia. Enquanto Corlys fornecia a frota Velaryon, Daemon voava em seu dragão,  Caraxes, e liderava um exército de aventureiros e segundos filhos. Após conquistar todas as ilhas, Daemon se autoproclamou Rei dos Degraus e do Mar Estreito, sendo coroado por Corlys. No entanto, a Triarquia lançou uma enorme frota para retomar as ilhas, e Dorne se juntou à aliança contra Daemon. Entediado com seu pequeno reino, Daemon retorna a Porto Real durante um torneio, onde faz as pazes com seu irmão Viserys, oferecendo-lhe sua coroa dos Degraus. Ele ganha um assento no pequeno conselho, mas ele e o irmão logo se desentendem novamente, onde Daemon é acusado de seduzir sua sobrinha, Rhaenyra. Após o conflito, Daemon é exilado novamente e retorna aos Degraus para continuar sua luta pelo reino estéril.

#### Segundo e terceiro casamentos
Após a morte de sua esposa Rhea Royce, Daemon tenta reivindicar Runestone, mas é recusado pela Casa Royce. Ele então se casa com Laena Velaryon, após matar o noivo dela em um duelo. Sem consentimento do rei, eles partem para Essos, onde suas filhas gêmeas,  Rhaena e  Baela, nascem em Pentos. Após a morte de Laena, Daemon é suspeito de estar envolvido em eventos trágicos, incluindo a morte de Laena e seu irmão Laenor, além de um incêndio fatal em Harrenhal. Em 120 DC, Daemon, aos trinta e nove anos, casa-se com sua sobrinha Rhaenyra, sem o conhecimento do rei Viserys I, causando escândalo por ser realizado tão rapidamente após a morte de Laena e Laenor Velaryon. O casal teve dois filhos, Aegon o Jovem, nascido em 120 DC, e Viserys, nascido em 122 DC. Em 126 DC, Rhaenyra ordenou a execução de sor Vaemond Velaryon, que questionou a paternidade dos filhos de Rhaenyra, alegando que eles eram filhos de sor Harwin Strong.

#### A Dança dos Dragões
A morte do rei Viserys I em 129 DC desencadeou a guerra civil da Dança dos Dragões. Apesar de Viserys ter nomeado sua filha Rhaenyra como sua herdeira, o Conselho Verde escondeu sua morte e coroou Aegon II.  Enquanto isso, Rhaenyra acusou os verdes de serem a causa da morte de sua filha natimorta. Daemon apoiou a reivindicação de Rhaenyra, liderando ataques a Harrenhal e Stone Hedge. Em retaliação pela morte de seu enteado, Lucerys Velaryon, Daemon orquestrou o assassinato do príncipe Jaehaerys com a ajuda de Sangue e Queijo. Sor Otto Hightower, agora Mão do Rei Aegon II, alistou a Triarquia para atacar Daemon e os Pretos, resultando na Batalha da Goela, que matou o príncipe  Jacaerys Velaryon. Daemon deixou Harrenhal para se juntar a Rhaenyra na tomada de Porto Real. Apesar da sugestão de paz de Corlys Velaryon, Rhaenyra e Daemon permaneceram vingativos. Rhaenyra começou a suspeitar do relacionamento de Daemon com Nettles, uma "semente do dragão" (bastarda Targaryen) e montadora do Sheepstealer, tendo suas suspeitas alimentadas pela manipulação de Mysaria. Ela ordenou a morte de Nettles pelas mãos de Manfryd Mooton, o Senhor da Lagoa da Donzela, mas ele desobedeceu. 
Daemon ao saber do plano da rainha, se despede de Nettles que foge de Westeros. Daemon então parte para Harrenhal e sua chegada em Caraxes fez com que invasores fugissem do local, então o príncipe esperou por seu sobrinho rival Aemond Targaryen, na solidão. Todas as noites, ao entardecer, ele cortava a árvore-coração do castelo, um represeiro no bosque sagrado. No décimo quarto dia de espera de Daemon, Aemond chegou montado em  Vhagar com sua amante,  Alys Rivers. Depois, enquanto os dois dragões lutavam na Batalha Acima do Olho de Deus, Daemon saltou da sela de Caraxes e cravou a Irmã Sombria no olho cego de Aemond. Ambos os dragões colidiram e caíram no lago Olho de Deus, com Caraxes rastejando até a costa antes de morrer. Os corpos de Aemond e Vhagar foram descobertos no lago anos depois. O corpo de Daemon nunca foi encontrado, mas os historiadores se convencem de que ele morreu lá também.

## Adaptação televisiva

### Desenvolvimento
Daemon Targaryen é considerado um agente do caos em House of the Dragon. A série o apresenta como um membro da família frio, calculista e cruel. Em declarações ao Los Angeles Times, Smith disse que fazer cenas com Viserys (Paddy Considine) e Rhaenyra (Milly Alcock quando jovem e Emma D'Arcy quando adulta) o ajudou a entender quem era Daemon. “Há uma sensação de que seu irmão e Rhaenyra em particular são as duas pessoas pelas quais ele iria à guerra”, disse ele. “É como se ele tivesse um estranho senso de lealdade. Para ele, às vezes ele está fazendo a coisa certa, mesmo quando na verdade está fazendo a coisa errada.”
Smith também disse que seu papel fará com que os espectadores se perguntem constantemente quais são os próximos passos de Daemon. “A qualquer momento, você nunca sabe realmente o que ele vai pensar, o que vai fazer, o que é uma das coisas que, como ator, achei bastante atraente porque permite que uma certa dose de instinto entre em ação”,  disse Smith.
Sobre o uso da peruca de cabelos platinados, em entrevista ao Omelete, Smith conta que não teve exatamente uma boa experiência com o acessório durante as gravações. “Se eu não tivesse que passar por uma hora e meia de maquiagem e cabelo todo dia, eu seria muito mais feliz”, diz, apesar de reconhecer que a peruca é essencial para caracterizá-lo como um Targaryen. "Por mais que seja trabalhoso e difícil o processo de colocá-la, ela funciona, e faz você se sentir um Targaryen”, nota ele. “Infelizmente, sem ela, acho que Daemon não seria o mesmo. Mas se eu pudesse usar meu próprio cabelo e ele parecesse loiro, eu escolheria essa opção a qualquer hora”.

### Temporada 1
Daemon Targaryen (Matt Smith) é apresentado sentado de forma insolente no Trono de Ferro, discutindo a possibilidade de reivindicar o trono com a jovem Rhaenyra Targaryen (Milly Alcock), mesmo com a rainha Aemma (Sian Brooke) grávida. Em uma noite, ele ordena um massacre em Porto Real, o que chama a atenção do Pequeno Conselho, apesar da redução dos crimes. No Torneio do Herdeiro, ele é derrotado por sor Criston Cole (Fabien Frankel), sentindo-se humilhado por isso. Após a morte de Aemma e seu bebê, Daemon briga com seu irmão Viserys I (Paddy Considine) pela questão de sucessão, é removido da linha sucessória pelo rei Viserys I e foge para Pedra do Dragão com Mysaria (Sonoya Mizuno).
Lá, ele rouba o ovo de dragão que seria do bebê falecido, gerando a revolta de Rhaenyra. Sor Otto Hightower (Rhys Ifans) é enviado para recuperar o ovo, mas Rhaenyra convence Daemon a entregá-lo. Mais tarde, Daemon se alia a Corlys Velaryon (Steve Toussaint) para combater a Triarquia e, após meses de batalhas, se torna o Rei do Mar Estreito, mas devolve a coroa ao irmão. Ele seduz Rhaenyra, é expulso da corte novamente e mata sua esposa, Rhea Royce (Rachel Redford).
Ao passar dez anos, Daemon é visto casado com Laena Velaryon (Nanna Blondell), com quem teve duas filhas: Baela (Shani Smethurst) e Rhaena Targaryen (Eva Ossei-Gerning). Eles vivem em Pentos e Laena deseja voltar a Westeros, mas ela acaba se sacrificando durante o parto por não conseguir ter seu bebê. Daemon retorna com as filhas para Westeros e se encontra secretamente com Rhaenyra (Emma D'Arcy). Eles então planejam uma morte falsa do marido de Rhaenyra, Laenor Velaryon (John Macmillan), para se casarem e Laenor fugir com seu amante. Anos depois, Daemon tem mais dois filhos com Rhaenyra e, após um insulto na corte contra Lucerys Velaryon (Elliot Grihault) e seu direito de eherança, ele mata o opositor Vaemond Velaryon (Will Johnson). Após a morte de Viserys I e a usurpação do trono por Aegon II (Tom Glynn-Carney), Daemon organiza batalhas com lordes leais enquanto Rhaenyra dá à luz uma natimorta. Ele então coroa Rhaenyra como Rainha dos Sete Reinos e deseja guerra contra os Verdes, mas é contido pela nova rainha. Mais tarde, Daemon conta à rainha sobre a morte de Lucerys por Aemond Targaryen (Ewan Mitchell).

### Temporada 2
Após a morte do príncipe Lucerys, Daemon se sente frustrado pela inação de Rhaenyra e de seus aliados. Ele promete à Mysaria, que está aprisionada, libertá-la em troca dela fornecê-lo seus agentes. Ele então contrata o guarda da Patrulha da Cidade Sangue, além do caçador de ratos Queijo, para assassinar o príncipe Aemond Targaryen. Contudo, o príncipe Jaehaerys Targaryen é assassinado e decapitado no lugar. Rhaenyra começa a suspeitar de Daemon e afirma que não pode confiar nele, o que leva Daemon a deixar Pedra do Dragão. Daemon então voa para Harrenhal e toma o castelo para a causa de Rhaenyra, após sor Simon Strong (Simon Russell Beale) se render voluntariamente. Em uma visão, ele vê a jovem Rhaenyra costurando a cabeça de Jaehaerys de volta ao corpo. Ao despertar, Daemon se encontra no bosque sagrado de Harrenhal, onde Alys Rivers (Gayle Rankin) lhe profetiza que ele morrerá ali. Durante sua estadia em Harrenhal, Alys provoca visões que intensificam sua culpa em relação a Rhaenyra, Laena, Viserys e sua mãe, a princesa Alyssa Targaryen (Emeline Lambert).
Daemon convoca a Casa Tully e a Casa Blackwood para uma reunião em Harrenhal, onde discute os termos com sor Oscar Tully (Archie Barnes) e, posteriormente, com sor Willem Blackwood (Jack Parry-Jones). Junto de Willem, Daemon confronta lorde Amos Bracken (Tim Faraday), que se recusa a se render mesmo diante das ameaças de Daemon de queimá-lo vivo com Caraxes. Daemon incita Willem a usar táticas de terror contra os plebeus nas terras dos Bracken. Mais tarde, ele é informado de que a Casa Bracken se rendeu à Casa Blackwood, mas os Senhores dos Rios logo confrontam Daemon sobre a brutalidade da invasão dos Blackwood, recusando-se a apoiar sua causa. Após despertar de outra visão, Daemon ameaça Simon com uma faca, questionando sua lealdade, antes de decidir que deve enfrentar os Senhores dos Rios pessoalmente. Alys o impede e o aconselha a esperar três dias, o que ele relutantemente aceita.
Três dias depois, Simon informa Daemon que Alys tentou ajudar o doente lorde Grover Tully, que faleceu logo em seguida. Daemon convoca uma reunião dos Riverlords em Harrenhal, onde Oscar, agora o Lorde Supremo das Terras Fluviais, concorda em apoiar a reivindicação da rainha Rhaenyra Targaryen ao Trono de Ferro, mas exige que Willem seja punido por suas ações contra a Casa Bracken. Daemon acata e decapita Willem para consolidar seu exército de Homens dos Rios. Após a chegada de sor Alfred Broome (Jamie Kenna) em Harrenhal, ele se reúne em particular com Daemon no bosque sagrado, tentando convencê-lo a reivindicar o trono para si. Alys então leva Daemon ao bosque sagrado, afirmando que ele está pronto para uma visão final sobre o futuro. Daemon experimenta uma série de visões, incluindo sor Brynden Rivers se tornando o Corvo de Três Olhos, um Caminhante Branco marchando com um exército de wights, a morte dele e de Caraxes em batalha, o nascimento dos dragões de Daenerys Targaryen e Rhaenyra sentada no Trono de Ferro. Uma visão da rainha Helaena Targaryen (Phia Saban) encoraja Daemon, revelando que ele tem um papel a desempenhar nas decisões do futuro. Quando Rhaenyra chega a Harrenhal, informada da possível traição de Daemon por Simon, ele reafirma seu compromisso com Rhaenyra e sua reivindicação ao trono, prometendo que permanecerá ao seu lado.

## Recepção

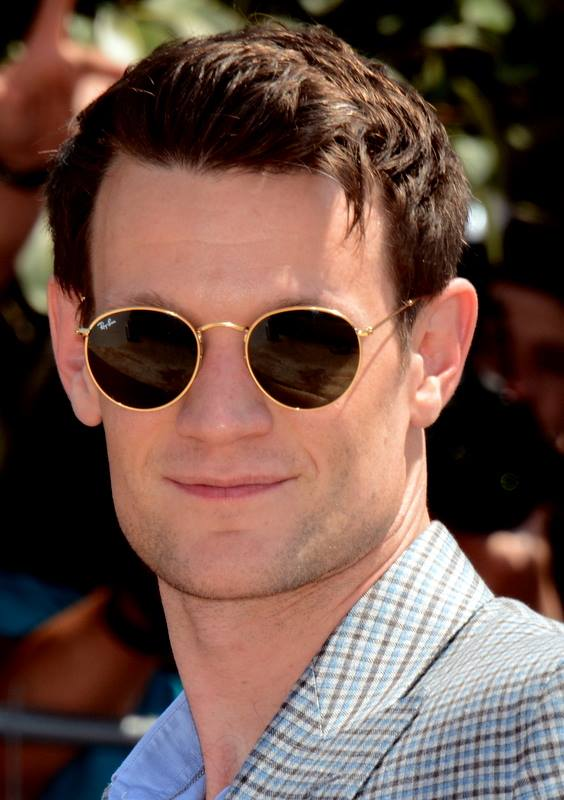
Matt Smith se tornou um dos membros do elenco mais queridos entre os fãs da franquia Game of Thrones, por sua atuação na série.

### Resposta da crítica
Para Carrie Witter da Uproxx, Matt Smith é um mestre em ameaças silenciosas e estimulantes. Seu rosto parece completamente diferente dependendo de sua emoção e da iluminação.  Ele pode incorporar charme com sua linguagem corporal enquanto seus olhos comunicam o oposto, ou vice-versa.
O crítico Daniel Fienberg do The Hollywood Reporter disse que a atuação de Matt Smith "é teatral demais, mas sempre de uma maneira divertida; ele dá o melhor entre as performances secundárias".
Escrevendo para o Screen Rant, James Hunt comentou que "Smith foi capaz de abranger todas as partes mais desagradáveis da personalidade de Daemon na tela.  Desde sua batalha contra o Engorda Caranguejo até levar Rhaenyra a um bordel quando era jovem, o ator mais do que provou suas habilidades para enfrentar a imoralidade sorridente de Daemon Targaryen".
Devido a sua atuação, Matt Smith foi indicado como Melhor Ator em Série de Drama no Critics' Choice Television Awards de 2023.

### Resposta do público
Quando o ator Matt Smith foi anunciado como Daemon Targaryen em abril de 2021, os fãs da franquia Game of Thrones não ficaram exatamente entusiasmados. Muitos estavam céticos quanto à escalação do ator como o personagem principal na trama central da história em torno da guerra civil Targaryen.
No momento do anúncio, a hashtag #NotMyDaemon no Twitter, foi usada por aqueles que criticaram a escalação de Smith.
Após a estreia do primeiro episódio, os fãs da franquia expressaram sua adoração pela interpretação de Daemon Targaryen por Smith. Os fãs recorreram às redes sociais para expressar sua satisfação, observando que a visão de Smith sobre o personagem é ao mesmo tempo assustadora e envolvente. Ao passar os oito episódios da 1ª temporada de House of the Dragon, Smith se tornou um dos atires favoritos de todos que assistem ao programa. Sua atuação tem sido tal que os fãs não se cansam de prestar elogios ao ator.
A produtora executiva do programa, Sara Hess, disse ao The Hollywood Reporter que a popularidade de Smith a “confunde”. “Ele se tornou o namorado da Internet de uma forma que me deixa perplexa. Não que Matt [Smith] não seja incrivelmente carismático e maravilhoso, ele é incrível no papel”, disse Hess. “Mas o próprio Daemon é… eu não quero que ele seja meu namorado!”
Ryan Condal, o co-criador da série, comentou como Matt Smith tem transformado o personagem em alguém “icônico”, e contribuído para sua popularidade nas redes sociais. “Ele [Daemon] é interpretado por um ator muito bonito que é o Matt Smith. Eu entendo o motivo dele ter um super fandom construído em torno dele [Smith]. Eu entendo totalmente. Mas isso não significa que Daemon seja irrepreensivelmente heroico. Daemon fez algumas coisas realmente horríveis. Ele continuará a fazer coisas realmente horríveis”, avaliou o showrunner.